# Васіф Дурарбейлі
Васіф Дурарбейлі (азерб. Vasif Durarbəyli, 24 лютого 1992) — азербайджанський шахіст, гросмейстер (2010).
У складі збірної Азербайджану учасник 37-ї Олімпіади (2006) в Турині.
Його рейтинг на листопад 2015 року — 2616 (183-е місце у світі, 7-е в Азербайджані).

## Зміни рейтингу
| На цьому місці має відображатися графік чи діаграма, однак з технічних причин його відображення наразі вимкнено. Будь ласка, не видаляйте код, який викликає це повідомлення. Розробники вже працюють для того, щоби відновити штатне функціонування цього графіка або діаграми. | |
| | На цьому місці має відображатися графік чи діаграма, однак з технічних причин його відображення наразі вимкнено. Будь ласка, не видаляйте код, який викликає це повідомлення. Розробники вже працюють для того, щоби відновити штатне функціонування цього графіка або діаграми. |